# ريتشي إنكوجنيتو
ريتيشي دومينيك انكوجينتو (بالإنجليزية: Richie Incognito)‏ هو حارس كرة قدم أمريكي في أوكلاند رايدرز في الدورى الوطنى لكرة القدم.
لعب في فريق كليته في جامعة نيبراسكا وأُعد ليشارك في ست لويس رامز في الدورة الثالثة في  الدورى الوطنى لكرة القدم  2015، واستمر مع الفريق حتى موسم 2009، ولعب أيضا مع فريق ميامى دولفينز وبافلو بيلزمُحققاً أربعة بروبولز، وتعاقد انكجنيتو بعد تقاعده من موسم 2018 مع رايدرز.

## حياة إنكوجنيتو في المدرسة الثانوية
وُلد في إنغلوود (نيو جيرسي)، ونما في بوجوتا ثم انتقل إالى جليندال، في أريزونا قبل سن المراهقة؛ لعب كمهاجم ومدافع في مدرسة ماونتين ريدج، كان هو خاطف الأهداف لفترة طويلة حتى ساعد فريق مونتين ليونز من تسجيل من 4_8 نقاط وتأهلوا إلى الدورة الأولى في الولاية لتصفيات 2000.
كان انكوجنيتو لاعب الدفاع الأول في فريق «اوول أمريكا All America»، وسُمى بالنجم الأول لفريق الحلم 120 رجل. كُرِم بالمركز الثانى في الفريق في بيتش بريس تيليجرام الأفضل في الغرب، وصل انكوجينتو إلى الدور النهائى في مسابقة جائزة لاعب العام في أريزونا، وسُمى بالفائزبجائزة بارين مورى؛ حاز انكوجنيتو على جائزة فرانك كوش، ولُقب كأفضل مهاجم في أريزونا. وحظى أيضاً بجائزة المركز الأول مع فريق«اوول ستيت» في الهجوم من «جمهورية أريزونا». حصل على خطاب في «تراك اند فيلد» وهي رياضة تتضمن جرى وقفز ودفع، ونافس أيضاً في رفع الأثقال.   

## روابط خارجية
- ريتشي إنكوجنيتو على موقع مرجع كرة القدم المحترفة.كوم (الإنجليزية)